# Стуковская
Стуковская — нежилая деревня в Шенкурском районе Архангельской области. Входит в состав муниципального образования «Ровдинское».

## География
Деревня расположена в южной части Архангельской области, в таёжной зоне, в пределах северной части Русской равнины, в 55 километрах на юг от города Шенкурска, на левом берегу реки Ваги. Ближайшие населённые пункты: на севере деревни Носовская, Филипповская и Степачевская.
Часовой пояс
Стуковская, как и вся Архангельская область, находится в часовой зоне МСК (московское время). Смещение применяемого времени относительно UTC составляет +3:00.

## Население
| 2002 | 2010 | 2012 |
| ---- | ---- | ---- |
| 0    | →0   | →0   |

## История
Указана в «Списке населённых мест по сведениям 1859 года» в составе Шенкурского уезда(1-го стана) Архангельской губернии под номером «2022» как «Стуковская(Поженская)». Насчитывала 9 дворов, 38 жителей мужского пола и 40 женского.
В «Списке населенных мест Архангельской губернии к 1905 году» деревня Стуковская(Поженская) насчитывает 19 дворов, 61 мужчину и 79 женщин.  В административном отношении деревня входила в состав Ровдинского сельского общества Ровдинской волости.
На 1 мая 1922 года в поселении 27 дворов, 67 мужчин и 76 женщин.
Близ деревни находилась часовня, построенная во имя Николая Чудотворца в 1878 году на месте ранее существовавшей часовни, неизвестного года постройки.